# Recámara abierta

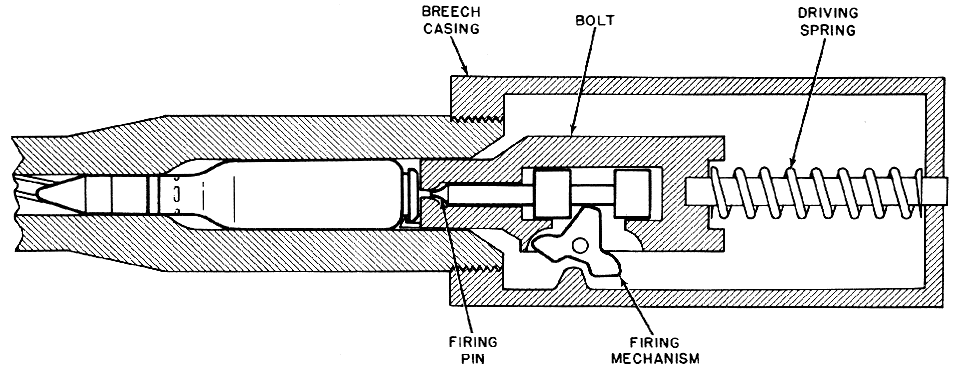

En un arma de fuego automática o semiautomática, se dice que dispara por recámara abierta o cerrojo abierto, cuando no hay un cartucho insertado en la recámara, y el cerrojo se encuentra en su posición retrasada. Cuando el tirador presiona el disparador, se libera el cerrojo, avanzando y metiendo un cartucho en la recámara y cerrándola. Luego de cerrar la recámara, se realiza el bloqueo del cierre (si corresponde) y se produce el disparo. Luego del disparo, actúan los mecanismos que desbloquean el cerrojo (si corresponde). Este continúa su recorrido hacia atrás, extrae la vaina servida y la expulsan, llegando al límite de su recorrido, quedando el arma lista para disparar nuevamente.

## Ventajas y desventajas

### Ventajas
- Tiene menos partes móviles.
- El percutor es generalmente parte del cerrojo.
- Ahorro en los costes de fabricación.
- En armas automáticas, la recámara abierta ayuda a eliminar el peligroso fenómeno conocido como "autoencendido", en el que la recámara alcanza altas temperaturas produciendo el encendido espontáneo de la pólvora del cartucho, realizándose el disparo sin que el tirador presione el disparador.
- La recámara abierta favorece el enfriamiento del cañón de las armas automáticas.

### Desventajas
- El arma es más propenso a disparar en caso de caída.
- Al estar la recámara abierta, el arma es más propensa a recoger suciedad por la ventana eyectora.
- Puede requerir una puerta eyectora adicional o un mecanismo similar para excluir el polvo y la suciedad.
- Algunos diseños de perno abierto pueden sufrir de una afección en la que el perno de retención falla.
- El cerrojo abierto en ametralladoras no puede ser sincronizado a disparar a través de un arco de hélice, lo que hace que sea más difícil de usar en aviones de combate que disparan a través de las hélices.
- La precisión puede sufrir un poco en un diseño de cerrojo abierto, ya que las piezas internas causan movimiento, pero esto es generalmente una preocupación menor en armas automáticas.

## Otras características
Muchas películas y videojuegos representan que el cerrojo abierto de un arma necesita cargarse después de la recarga. Esto generalmente no es cierto, sin embargo, como el funcionamiento de las armas básicas cerrojo abierto envía el portador del cerrojo de nuevo en una posición de disparo a través del exceso de gas de la ronda gastado. La única excepción es si el gatillo se mantiene pulsado después de la última ronda ha sido despedido, momento en el que el perno volará hacia adelante una vez más y se quedan allí. En este caso, el perno solamente necesita ser retraído, y no va más adelante como a veces se describe.
Otra característica del cerrojo abierto es que el cargador solo tiene que ser eliminado para descargar completamente el arma. Un cerrojo cerrado requiere la segunda etapa de la ciclo acción para eliminar la última bala en la cámara. Es esencial eliminar un cargador lleno antes de realizar el mantenimiento, o tratando de ciclo o cerrar el tornillo (como se hace a menudo para mantener el arma limpia cuando no está en uso). Si uno fuera a cerrar el cerrojo (por ejemplo tirando del gatillo y montar el perno a la posición cerrada), tan pronto como el perno de cierre que se disparará si el cargador cargado se dejó en el arma.

## Armas de cerrojo abierto
| - AA-12 - Alpha GPI - Beretta Modelo 38 - Browning M1918 - Carl Gustaf M/45 - CETME Ameli - FN M240 - FN M249 - FN MAG - FN Minimi - Goriunov SG-43 - Halcón M-1943 - Ingram MAC-10 - Ingram MAC-11 | - Intratec TEC-9 - Jatimatic - Lewis - M3 - M60 - MAC-58 - Mendoza C-1934 - Mendoza RM2 - MP 3008 - MG 34 - MG 42 - MGP - MP40 - Ametralladora Nikonov | - PK - PM-63 RAK - PPS-43 - PPSh-41 - Rheinmetall MG3 - RPD - SIG MG 710-3 - Sten - Subfusil Sterling - Subfusil Thompson - U100 - Uzi - Subfusil Vigneron |